# Starožilovo
Starožilovo (in russo Старожилово?) è un insediamento di tipo urbano della Russia europea centrale, situato nell'oblast' di Rjazan'; è il centro amministrativo del distretto Starožilovskij.
Si trova 51 km a sud di Rjazan'.